# جيمس بيلي (لاعب دارت)
جيمس بيلي (بالإنجليزية: James Bailey)‏ هو لاعب دارت أسترالي، ولد في 22 أكتوبر 1969 في ملبورن في أستراليا.

## وصلات خارجية
- جيمس بيلي على موقع DartsDatabase.co.uk (الإنجليزية)